# Амгуэма
Амгуэ́ма (Амгуема, в верховье — Оʼмваам, Вульвывее́м) — река на Дальнем Востоке России, протекающая по территории Иультинского района Чукотского АО.
Длина реки 498 км. По площади бассейна (28,1 тыс. км²) Амгуэма занимает второе место среди рек Чукотки (после Анадыря) и 41-е — в России.

## Этимология
Ранее происхождение названия предполагалось от чук. Оʼмваам — «широкая река» (от чук. уʼм-/оʼм- «широкий» + -вээм/-ваам «река»). Сейчас за исходную форму принимается чук. омваан — «широкое место», то есть по долине, по которой она протекает. На картах XVIII — начала XIX веков название приводилось как Омгаян, Амкеян, Амуян, позже Амгуема. На карте Н. Дауркина отмечена как Амгуян, современное название закреплено И. Биллингсом.

## Климат бассейна
Климат субарктический, резко континентальный. Среднегодовая температура составляет от −8 до −10 °C. Зима продолжается до 8 месяцев. Средняя температура июля +13 °C, вода в реках прогревается до +5…+11 °C. В летний сезон случаются снегопады. Годовая сумма осадков — 350 мм, запасы воды в снежном покрове — 150 мм.

## Гидрография
Берёт начало у южных отрогов Паляваамского хребта на Чукотском нагорье, впадает в Чукотское море. Главный приток — река Чантальвэргыргын (левый). Бассейну Амгуэмы принадлежит озеро Янранайгытгын.
В верхнем течении это горная порожистая река, с бурным течением, часто проходит в каньонах, где низвергается водопадами. В среднем течении пересекает межгорную равнину — Амгуэмскую впадину. В нижнем течении выходит на обширную озёрно-аллювиальную равнину — Ванкаремскую низменность, где петляет по широкой плоской долине, разбиваясь на протоки. Заканчивается Амгуэма обширным мелководным заливом — лагуной Амгуэмы, которая отделена от Чукотского моря косой Двух Пилотов.

### Гидрологический режим
| Средний расход воды (м³/с) реки Амгуэмы по месяцам и за год с 1944 по 1987 гг. (замеры производились на гидрологическом посту в 121 км от устья) |

Глубина русла колеблется от 0,3 до 2,0 м; скорость течения в среднем 1,0, на перекатах — до 2,0 м/с.
Режим стока Амгуэмы характеризуется весенним половодьем и несколькими дождевыми подъёмами в конце лета. С января по апрель сток практически отсутствует. Вскрытие реки, ледоход и весеннее половодье проходят в течение июня, в этот месяц проходит до 80 % стока взвешенных наносов. Сток наносов в устье реки составляет 746 тыс. т/год. В период повышенного стока минерализация воды в реке составляет 25,2 мг/л; в летнюю межень — 40—80, изредка — 80—120 мг/л. Зимой минерализация воды равна 50—100 мг/л, реже 110—150 мг/л. Средняя мутность 82 г/м³. Жёсткость воды изменяется от 0,17 до 68 мгэкв/л.
Среднемноголетний расход воды Амгуэмы в устье равен 285 м³/с (объём стока 8,995 км³/год), максимальный расход воды — 6790 м³/с. Зимой в течение 5-6 месяцев сток реки отсутствует вследствие её промерзания. Наледи сохраняются круглогодично.
В июле вода в русле реки прогревается до +13 °C. Ледостав в начале октября.
Питание реки снеговое (преобладает) и дождевое.

### Среднесуточная температура воды
| Май | Июнь | Июль | Август | Сентябрь | Октябрь |
| --- | ---- | ---- | ------ | -------- | ------- |
| лёд | 3,8  | 9,8  | 8,2    | 2,7      | лёд     |

### Притоки
Объекты перечислены по порядку от устья к истоку (км от устья: ← левый приток | → правый приток | — объект на реке):
- 5 км: Ануреркууль
- 40 км: → протока без названия
- 43 км: → река без названия
- 44 км: ← протока без названия
- 50 км: → Пуэттэн
- 75 км: → река без названия
- 76 км: ← Кнурваам
- 89 км: ← река без названия
- 93 км: → река без названия
- 94 км: → река без названия
- 98 км: → Эквъатап
- 108 км: → Птенчик[14]
- 115 км: ← Врезанный
- (? км):  а/д Иультин—Эгвекинот
- 123 км: ← Медвежий[14]
- 130 км: ← Экитыки (Якитики)
- 132 км: ← Журавлиный
- (? км): — п. Геологический[15]
- 136 км: ← река без названия
- 139 км: → река без названия
- 146 км: → река без названия
- 152 км: ← река без названия
- 154 км: → река без названия
- 155 км: ← река без названия
- 160 км: ← река без названия
- 168 км: ← река без названия
- 181 км: → река без названия
- (? км) — п. Транзитный
- 184 км: ← Мараваам
- 188 км: ← река без названия
- 191 км: → река без названия
- 197 км: → река без названия
- 198 км: → Гытгыльвэваам (Гытхытхвэвуваам)
- (? км): ← Теснинный[15]
- (? км): — п. 105-й км
- 203 км: → Вэныльэтвеем (Венилетвээм)
- (? км): ← Чировый
- (? км): — с. Амгуэма
- 203 км: → протока без названия
- 204 км: ← река без названия
- 205 км: ← река без названия
- 214 км: ← река без названия
- 216 км: → река без названия
- 224 км: → Укоечхойгуам
- 240 км: → Матачингай
- 242 км: ← Куйвивеем[15]
- 248 км: ← река без названия
- 249 км: → река без названия
- 259 км: ← Арочная[15]
- 259 км: → Тадлеоан (Татлюан)
- 263 км: → река без названия
- 270 км: → Аренайваам
- 277 км: → река без названия
- 280 км: ← река без названия
- 282 км: → Кулючивеем
- 283 км: ← Виртуозный
- 283 км: ← Большой Покыткынваам
- (? км): ← Кубанский[16]
- 294 км: ← Лынкынейвеем
- 299 км: ← Столбовая
- 303 км: → Светлая
- 319 км: ← река без названия
- 328 км: ← Ильенейвеем
- 330 км: → Ирвынейвеем
- 336 км: → Вилюйка
- 344 км: ← Чынатынгываам
- 361 км: → Незаметная
- 372 км: ← река без названия
- 382 км: ← река без названия
- (? км): — озеро Янранайгытгын
- 386 км: ← Удалая[16]
- 386 км: ← Куйвыкэйвеем
- 387 км: → Кунтанайваам
- 392 км: → Песчанка
- 410 км: ← Заячий
- 418 км: → Гитленумкывеем
- 422 км: ← Реннегвеем
- 426 км: → Пакемельскуэргын
- 435 км: ← Перевальный
- 440 км: ← река без названия
- 441 км: ← Тёплая
- 453 км: → Весёлый
- 455 км: ← Кольцовка
- 464 км: → Каменушка (в верховье Лев. Каменушка)

## Ихтиофауна
В водах Амгуэмы обитает самое большое количество видов пресноводных рыб на Чукотке, она включает 16 видов рыб из 10 семейств, 1 вид миног. Здесь обнаружена эндемичная форма чёрной даллии — даллия-крошка и североамериканский карликовый валёк, более нигде в Евразии не встречающийся.
В реку на нерест заходят тихоокеанские лососи — горбуша, кета, голец. Здесь также обитают нерка, чавыча, кижуч, чир, жилая и проходная формы сибирской ряпушки, валёк, восточносибирский хариус, налим и непромысловые виды — гольян, девятииглая колюшка, слизистый подкаменщик
.

## Хозяйственное деятельность
В 1985 году был утверждён проект по строительству плотины и электростанции в среднем течении Амгуэмы. В бассейне реки были произведены изыскательские работы. Однако в связи с экономическими потрясениями 1990-х гг. проект так и не был реализован.
Вдоль правого берега реки в среднем течении проходит автомобильная дорога Иультин — Эгвекинот, которая пересекает реку на 175 км своей трассы. Возведённый в этом месте большой мост был смыт весенним паводком в 1994 году.
В бассейне Амгуэмы в советское время активно разрабатывались месторождения олова и вольфрама, в настоящее время сохранилась лишь добыча россыпного золота, осуществляемая в небольших объёмах.
Единственный постоянный населённый пункт — национальное село Амгуэма.

## Археология
В среднем течении реки было найдено около 20 неолитических стоянок и могильников древних охотников. Самое северное стойбище обнаружено в нижнем течении Амгуэмы у мыса Эрпак. Вероятнее всего, охотники караулили здесь стада оленей, пересекавших долину.

## Отражение в кинематографе
- «Амгуэма» — документальный фильм Дальневосточной студии кинохроники, снятый на берегах реки в 1965 году режиссёром А. Личко.

## Галерея

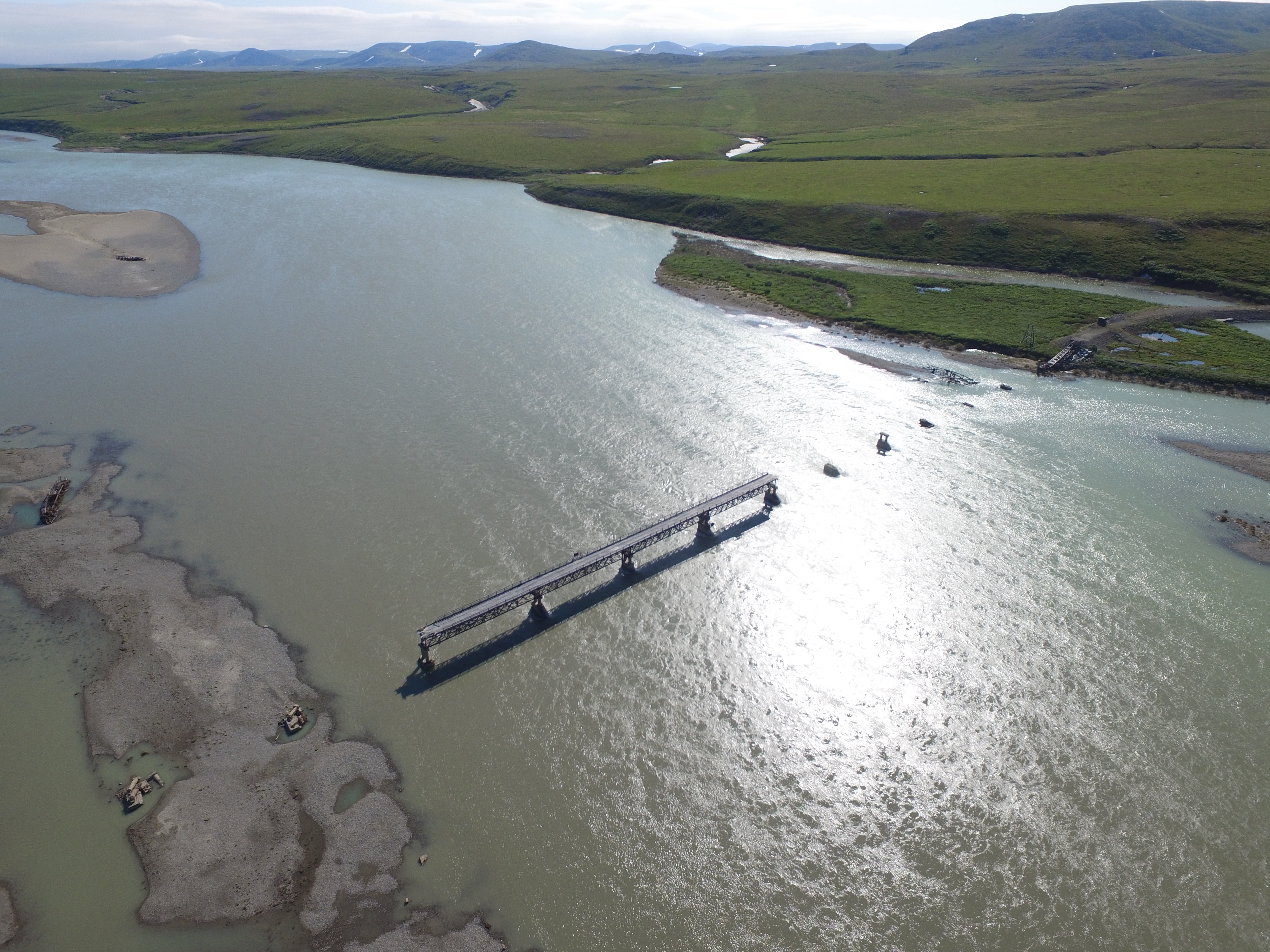
Руины моста автодороги Иультин - Эгвекинот
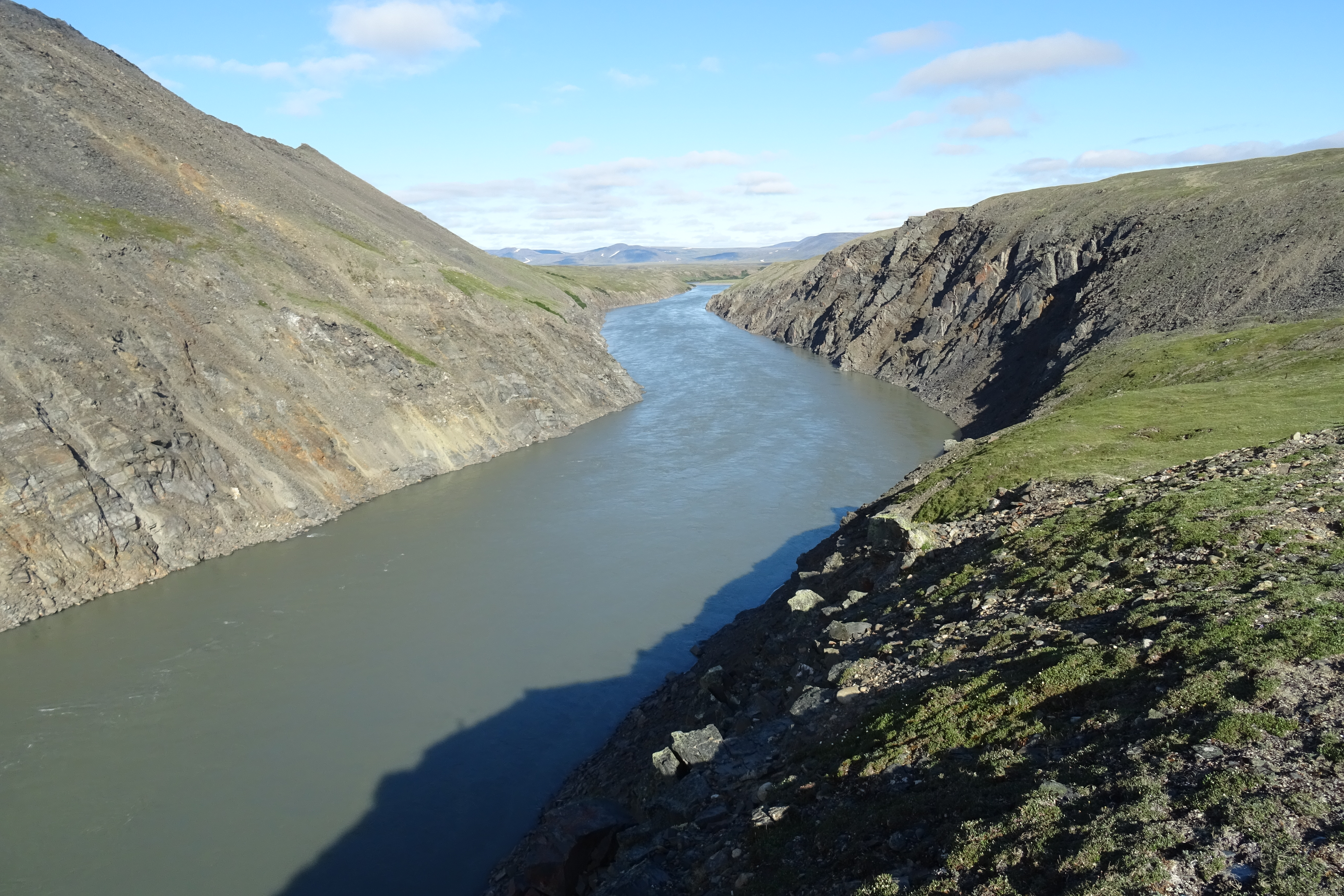
Амгуэмская труба (створ проектировавшейся ГЭС)